# Permanent Vacation
Permanent Vacation udgivet 5. september 1987 markerer Aerosmith's musikalske comeback. Det er producer Bruce Fairbairns første plade med bandet. Med MTV i ryggen og hits som Rag Doll, Dude Looks Like A Lady og Angel, som alle tre blev top 20 hits, har albummet solgt over 5 millioner kopier alene i USA. Dertil kommer et verdens salg på det dobbelte. Albummet nåede #11 på Billboard 200, og singlen Angel toppede som #3 på Billboard's singleliste, Billboard Top 100. Permanent Vacation tog efterfølgende bandet verden rundt i to år.

## Trackliste
- 1. "Heart's Done Time"
- 2. "Magic Touch"
- 3. "Rag Doll"
- 4. "Simoriah"
- 5. "Dude, Looks Like A Lady"
- 6. "St. John"
- 7. "Hangman Jury"
- 8. "Girls Keeping Coming Apart"
- 9. "Angel"
- 10. "Permanent Vacation"
- 11. "I'm Down"
- 12. "The Movie"